# Буйволовый ткач
Бу́йволовый ткач (лат. Bubalornis albirostris) — вид птиц из семейства ткачиковых. Подвидов не выделяют.

## Распространение
Обитают в Африке южнее Сахары. Живут в саванне и на обрабатываемых землях, если на них присутствуют большие деревья. В Кении в основном обитают ниже 1200 м.

## Описание
Длина тела 23 см. Масса самца около 70 г. Имеют характерный неперфорированный стержень с перьями впереди клоаки, выступающий из брюшка («фаллоидный орган»). Оперение самцов чёрное (иногда видны белые основания перьев), за исключением белых краев маховиков. Часто видны белые пятна разного размера на спинке или где-либо от боковой части шеи до бока. Белые отметины на спинке встречаются чаще, чем у B. niger. Радужка темно-коричневая, клюв в период размножения преимущественно беловатый и ребристый, с выступающим горбом над ноздрями, у не гнездящихся птиц чёрный и гладкий на поверхности с желтовато-белым основанием. Ноги от тёмно-коричневых до тёмно-серых.
Самка по оперению напоминает самца, но клюв всегда чёрный и гладкий.
Молодые птицы очень отличаются от взрослых.

## Биология
Питаются семенами, фруктами, насекомыми и их личинками, небольшими животным, например, лягушками.
В кладке 2-4 яйца.